# George Gunther
George Gunther, eigentlich George Günther (* 29. März 1845 in Wirtheim; † 5. September 1912 in Baltimore), war ein deutschamerikanischer Brauer und Besitzer der Gunther & Gehl Brewery und der George Gunther Jr. Brewing Company.

## Leben
George Gunthers Vater war Bürgermeister von Wirtheim. Im Jahr 1866 emigrierte Gunther in die USA und fand in verschiedenen Brauereien Arbeit: Sechs Jahre lang arbeitete er für eine Brauerei in New York, daraufhin einige Zeit als Braumeister für die John Kress Brewery in New York, später fand er eine Anstellung in der Brauerei George Rösts in Baltimore.
Während seiner Zeit in den USA übernahm er vermutlich die anglisierte Version seines Nachnamens „Günther“: „Gunther“.
1878 wurde Gunther Geschäftspartner des Brauereibesitzers Christian Gehl. Im Jahr darauf wurde diese in Gunther & Gehl Brewery umbenannt. Der Jahresausstoß betrug zu dieser Zeit circa 3.900 Barrel, stieg jedoch innerhalb desselben Jahres auf circa 6.850 Barrel. Im Jahr 1880 übernahm Gunther die Anteile Gehls und war somit alleiniger Besitzer der Brauerei.
1899 wurde Gunthers Brauerei von der Maryland Brewing Company übernommen, welche sich zum Ziel gesetzt hatte, die Brauindustrie in Baltimore zu konsolidieren. Für den Verkauf seiner Brauerei erhielt Gunther circa 900.000 US-Dollar. Die Gunther-Brauerei war somit eine von mehreren Tochterfirmen der Maryland Brewing Company geworden.
Am 2. März 1899 wurde Gunther für eine einjährige Amtszeit zum Vorstandsdirektor der Maryland Brewing Company gewählt. Nach seinem Ausscheiden musste er sich vertraglich verpflichten, sich nicht wieder im Biermarkt in Baltimore zu betätigen. Diesen Vertrag umging Gunther, indem er im März 1899 eine Brauerei im Namen seines Sohnes, George Gunther Jr., gründete. Diese nahm ihren Betrieb am 12. November desselben Jahres auf.
In der Folge wurde Gunther von der Maryland Brewing Company erfolgreich auf eine Vertragsstrafe von 100.000 US-Dollar verklagt. Die ehemalige Gunther-Brauerei im Besitz der Maryland Brewing Company wurde geschlossen. Im Jahr 1906 stieg sein Sohn Frank H. Gunther in den Betrieb ein. Die Brauerei expandierte in den Folgejahren erfolgreich.
George Gunther starb am 5. September 1912 in Baltimore. Er liegt auf dem Most Holy Redeemer Cemetery begraben.
Die Gunther-Brauerei war noch bis ins Jahr 1978 im Geschäft. Auf dem Höhepunkt ihres Erfolgs im Jahr 1958 war die Gunther Brewing Company die zweitgrößte Brauerei in Baltimore. 2002 wurden die noch bestehenden Gebäude der Gunther-Brauerei in das National Register of Historic Places aufgenommen.
Über die Familie George Gunthers ist nur wenig bekannt. Er war verheiratet und hatte 4 Kinder.